# Anderlecht
Anderlecht (niederländisch ɑndərˌlɛxt; französisch ɑ̃dɛʁlɛkt) ist eine Gemeinde in der zweisprachigen Region Brüssel-Hauptstadt in Belgien. Sie ist nach der Stadt Brüssel und Schaerbeek/Schaarbeek die drittbevölkerungsreichste der 19 Gemeinden innerhalb der Region.

## Geschichte
Die ersten nachgewiesenen Anzeichen menschlicher Siedlung am rechten Ufer der Senne datieren aus der Steinzeit und der Bronzezeit. Darüber hinaus wurden Überreste einer römischen Villa und einer fränkischen Begräbnisstätte gefunden.  Die erste namentliche Erwähnung von Anderlecht stammt aus dem Jahre 1047 unter der Bezeichnung Anrelech, danach Andrelet (1111), Andreler (1148), und Anderlech (1186). Zu dieser Zeit siedelten ein Kapitel der Kanoniker und die beiden Patrizierfamilien von Aa und von Anderlecht an.
1356 kämpfte Louis von Male, Graf von Flandern gegen die Stadt Brüssel in der Schlacht bei Scheut.  Obwohl er seine Stiefschwester Johanna von Brabant besiegen und ihren Titel kurzzeitig übernehmen konnte, eroberte Johanna ihren Titel kurz darauf mit der Hilfe von Kaiser Karl IV. zurück. So wurde Anderlecht 1393 zu einem Teil von Brüssel. Um diese Zeit wurde die Kirche des heiligen Guido neu errichtet.
Im 15. und 16. Jahrhundert avancierte die Stadt Anderlecht zu einem der europäischen Kulturzentren. Im Jahre 1521 verbrachte Erasmus von Rotterdam einige Monate in der Stadt. Ebenso wohnte Charles, Herzog von Aumale und Grand Veneur de France zeitweilig in Anderlecht.
Das 17. und 18. Jahrhundert waren von Kriegen zwischen den Niederlanden und Frankreich geprägt. Am 13. November 1792,  kurz nach der Schlacht bei Jemappes, trafen General Dumouriez und die französische Armee im Zuge der französischen Revolutionskriege bei Anderlecht erneut auf die Truppen der Habsburger. Infolgedessen wurde Anderlecht als zu Frankreich gehörig reklamiert.
Im 19. Jahrhundert sah sich Anderlecht mit einem erheblichen Bevölkerungswachstum konfrontiert, was vor allem auf das rasante Wachstum des nahegelegenen Brüssel zurückzuführen war. Beachtliche Stadtentwicklungsmaßnahmen und Gartenstädte wie Het Rad oder Moortenbeek wurden zu Beginn des 20. Jahrhunderts gebaut, um dem Zustrom an Neuankömmlingen Herr zu werden.
Zeitungsberichten zufolge haben sich Teile Anderlechts zu Tabu-Zonen entwickelt, in die sich nach dem Einbruch der Nacht die Polizei nicht mehr traut.

## Geographie
Anderlecht ist mit den benachbarten Gemeinden der Region Brüssel-Hauptstadt baulich zusammengewachsen. Es liegt im Südwesten der Hauptstadt und grenzt an Molenbeek-Saint-Jean/Sint-Jans-Molenbeek, Brüssel (an der Grenze liegt das Anderlechter Tor/Anderlechtsepoort), Saint-Gilles/Sint-Gillis (im Bereich des Südbahnhofs) und Forest/Vorst sowie an die flämischen Gemeinden Sint-Pieters-Leeuw und Dilbeek.
Zu Anderlecht gehören die Siedlungen Veeweyde, Aa, Het Rad, Vogelzang, Meylemeersch, Neerpede, Vlasendaal, Bon Air, Broeck, Scherdemaal, Peterbos, Klein Eiland und Scheut.

## Bevölkerung
In den letzten Jahren ist die Stadt durch einen hohen Anteil vor allem türkischer, marokkanischer, arabischer, albanischer und schwarzafrikanischer Einwanderer geprägt worden.

## Sehenswürdigkeiten
Die Gemeinde besitzt ein mittelalterliches Zentrum mit dem Erasmushaus und der gotischen Kirche St. Peter und Guido.

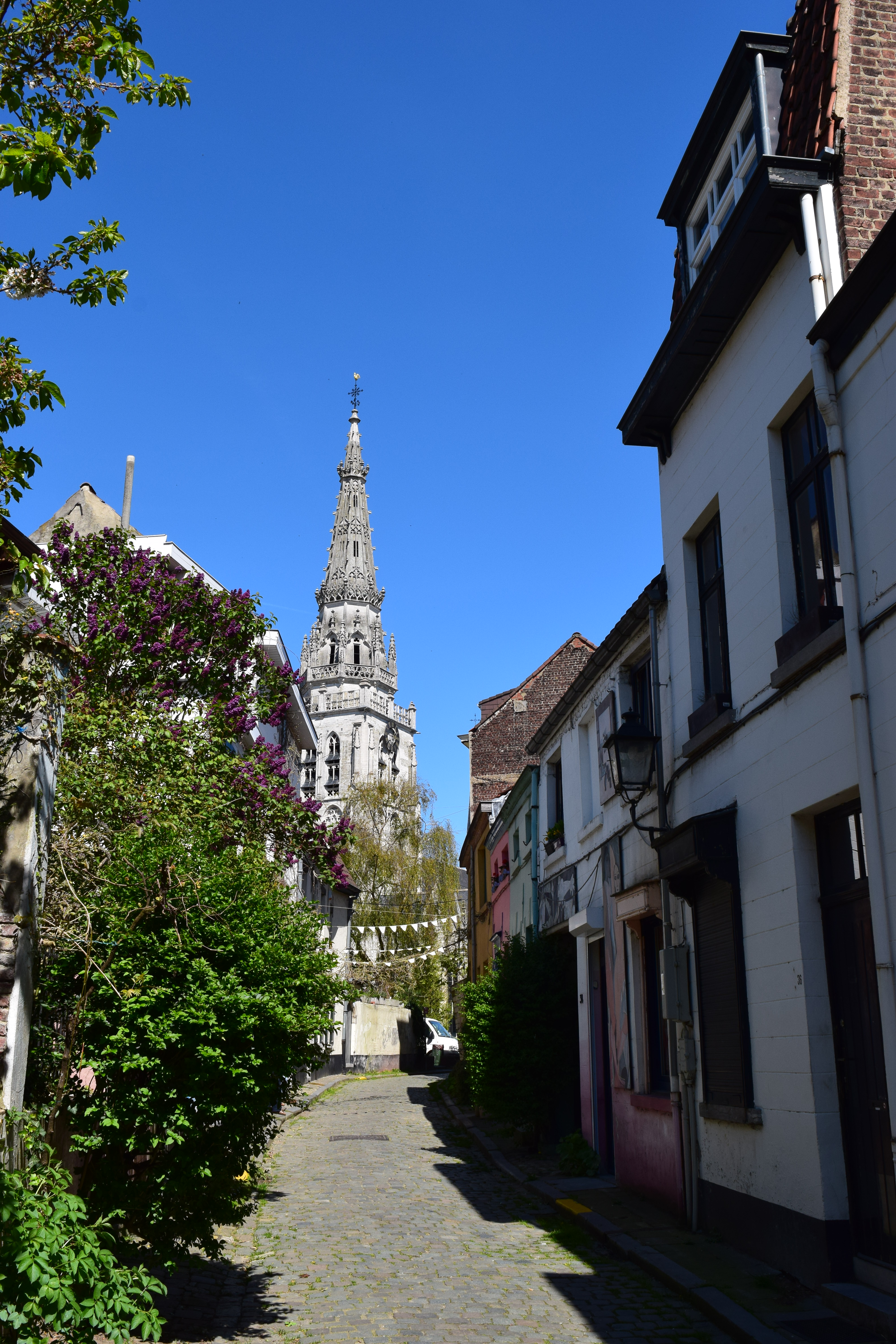
Porzellanstraße und Kirche St. Peter und Guido
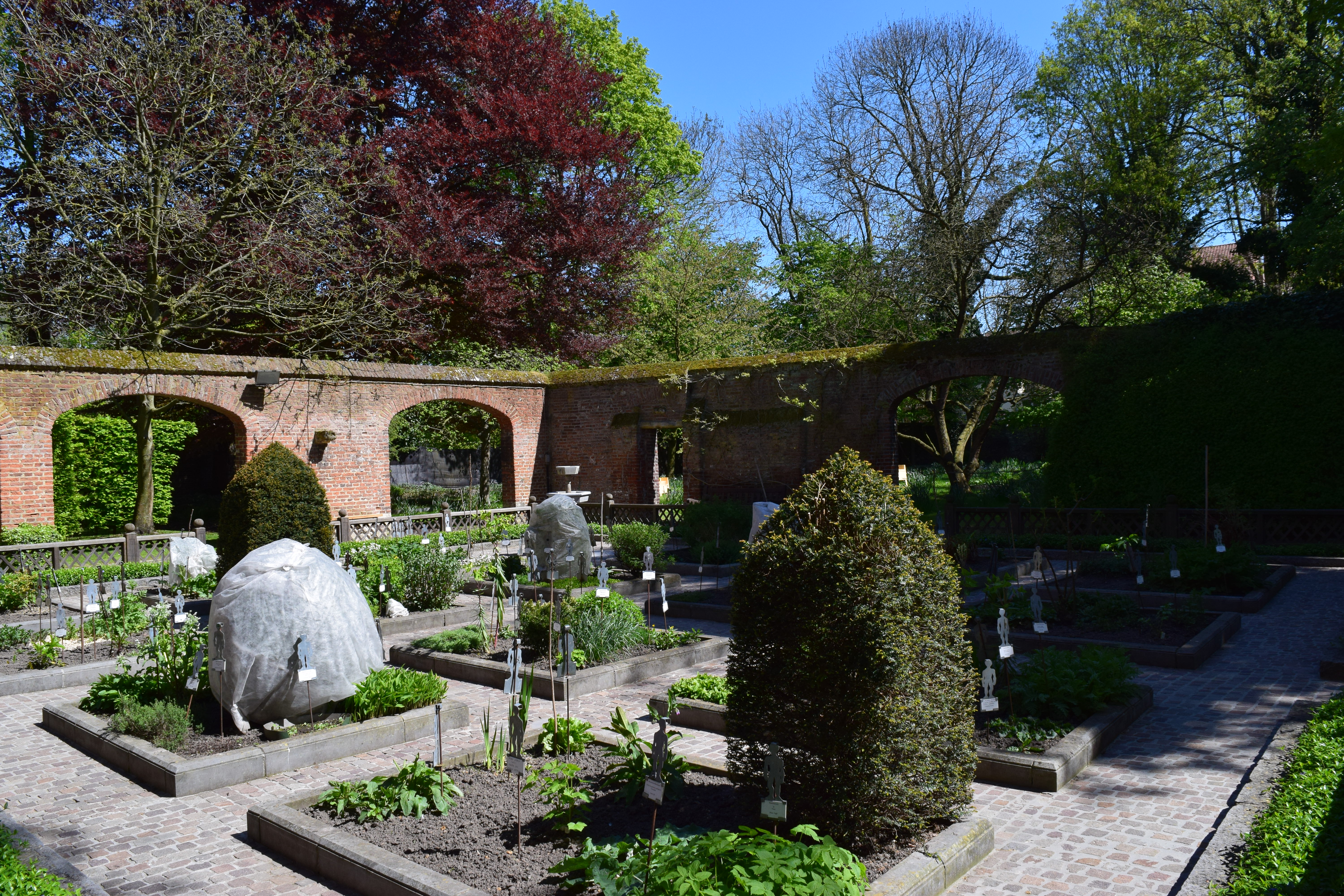
Garten Erasmushaus
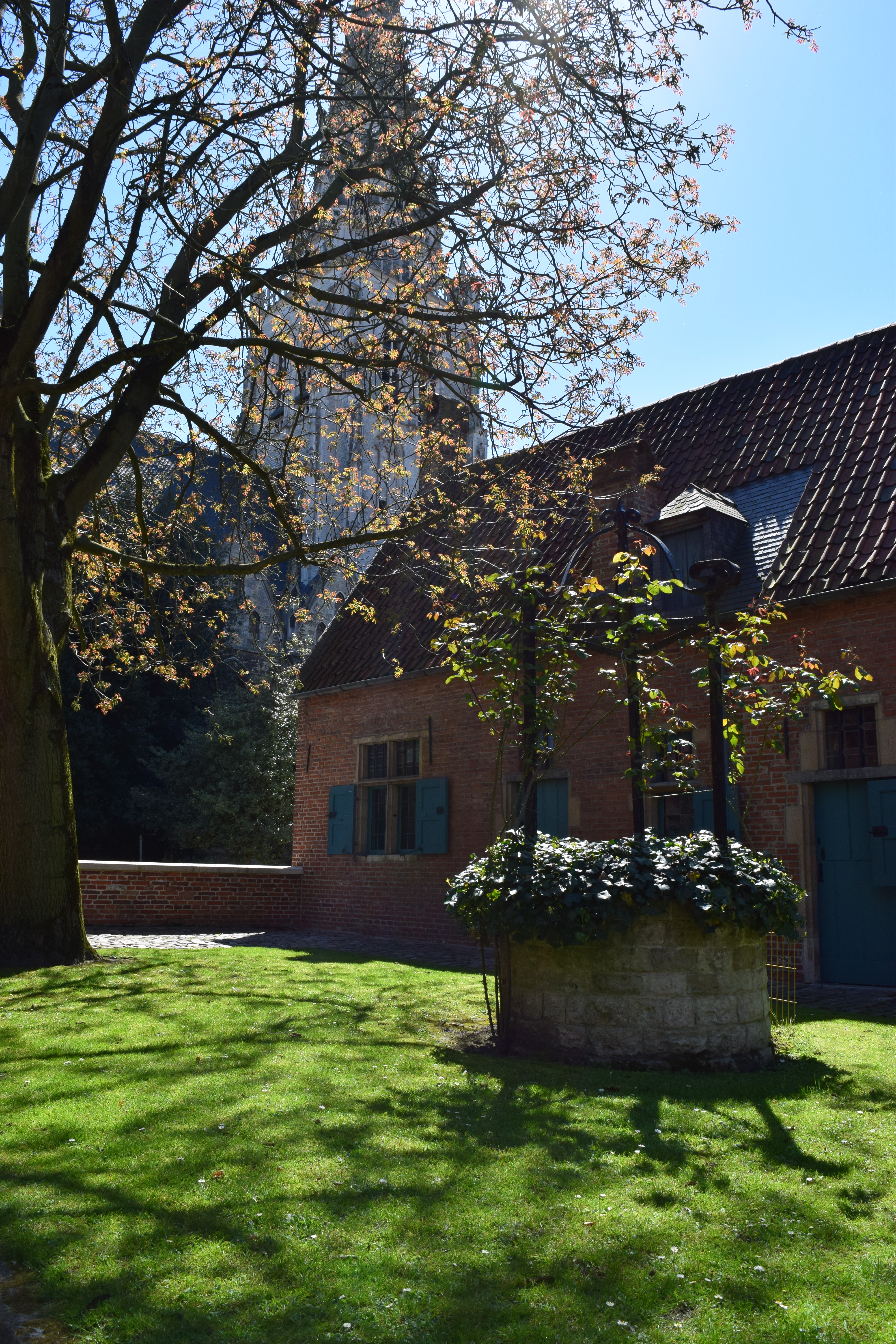
Beginenhof
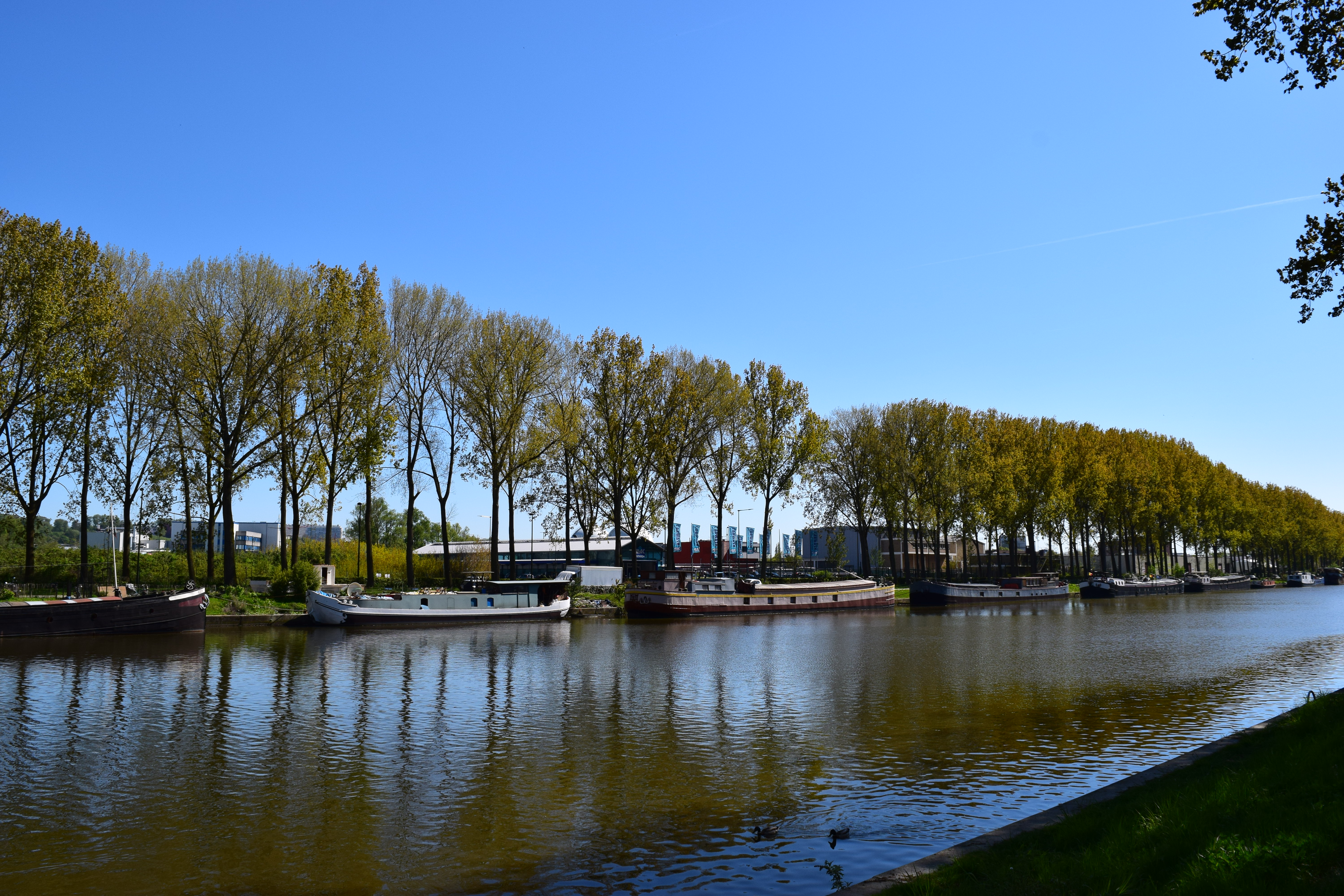
Kanal Charleroi-Brüssel bei Vaartdijk
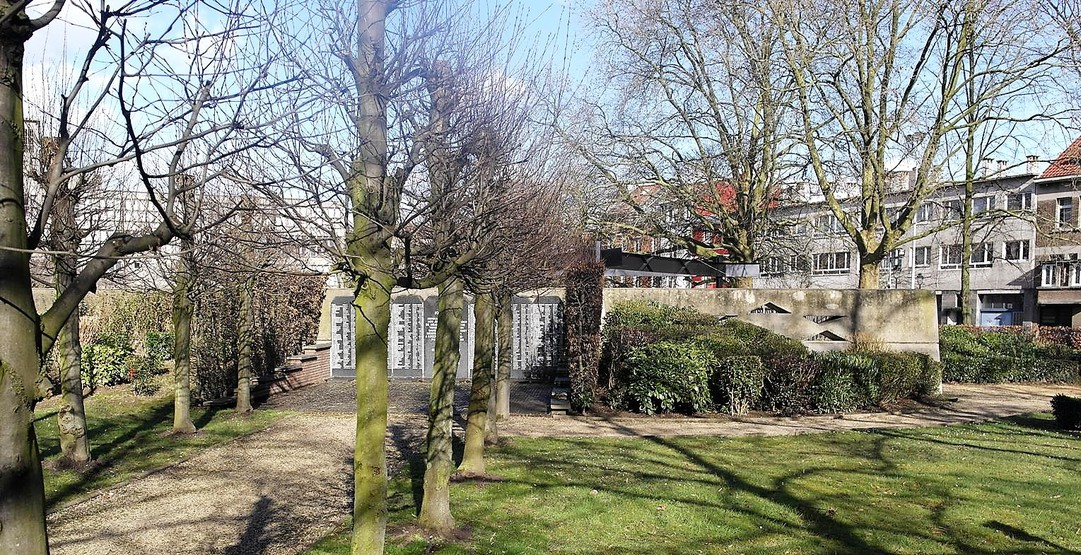
Nationale Gedenkstätte für die jüdischen Opfer Belgiens während der deutschen Besetzung

Zudem können im Umkreis verschiedene Museen besichtigt werden.
- Musée d’Histoire de la Médecine: Dieses Museum verfügt über eine große chirurgische Sammlung und verschiedene anatomische Modelle. Neben wechselnden Einzelausstellungen bieten auch die Dauerausstellungen viele Informationen zur Medizingeschichte und -entwicklung.
- Musée national de la Resistance: Dieses Museum dient unter anderem als Mahnmal, in welchem sich viele Informationen und Dokumente über die Zeit des belgischen Widerstands gegen das Deutsche Nazi-Regime finden lassen.
- Musée Maison de Maurice Carême: Dieses dem Schriftsteller Maurice Carême gewidmete Museum verfügt unter anderem über ein Archiv sowie eine Bibliothek über dessen Arbeit und Leben. Darüber können Kunstwerke von Felix De Böck, Luc De Decker, Marcel Delmotte, Paul Delvaux, Jules Lismonde, Léon Navez und Roger Somville besichtigt werden.[2]

## Politik

### Stadtrat
- PVDA: 7
- Vooruit: 15
- Groen: 3
- TFA: 7
- LE - CD&V -OVLD: 15

Nach der Wahl wurde eine Große Koalition aus LE - CD&V -OVLD und Vooruit gebildet.

- PVDA: 14
- Vooruit: 46
- Vooruit - LE: 37
- Groen: 27
- DéFI: 6
- TFA: 7
- LE - CD&V -OVLD: 15
- CD&V - OVLD: 14
- CD&V: 5
- OVLD - DeFi: 33
- OVLD: 12
- N-VA: 3
- VB: 7
- Sonst.: 3

Für eine Koalition mit Mehrheit braucht/bräuchte man also bspw. Vooruit (46) + Vooruit/LE (37) und OVLD - DeFi  (33) Dann hätte man mit 116 Sitzen eine relativ knappe absolute Mehrheit. Möchte man eine 2/3 Mehrheit kann man noch Groen (27) und OVLD (12) hinzugeben, dann hätte man mit 155 von 153 nötigen eine knappe 2/3 Mehrheit.
Die Summe der Sitzverteilungen von der Wahl 2000 bis zur Wahl 2024 nach Absoluter - und 2/3 Mehrheit:
- Vooruit: 46
- Vooruit - LE: 37
- OVLD - DeFi: 33
- Groen: 27
- OVLD: 12
- LE - CD&V -OVLD: 15
- CD&V - OVLD: 14
- PVDA: 14
- TFA: 7
- VB: 7
- DéFI: 6
- CD&V: 5
- N-VA: 3
- Sonst.: 3

## Wirtschaft und Infrastruktur
Das Hôpital Erasme ist die Universitätsklinik der Université libre de Bruxelles und befindet sich mit deren Medizinischen Fakultät im Südwesten der Gemeinde.
Das Einkaufszentrum Westland gehört zu den größten in ganz Brüssel. In Anderlecht ist der Sitz der Hauptzentrale der Delhaize Group und der Sitz des Pralinenherstellers Leonidas.

## Verkehr
Die Brüsseler U-Bahn-Linie 5 erschließt Anderlecht mit den Bahnhöfen Jacques Brel, Aumale, Sint-Guido/Saint-Guidon (im Zentrum der Gemeinde), Veeweide/Veeweyde, Bizet, Het Rad/La Roue, COOVI/CERIA, Eddy Merckx und Erasmus/Erasme. Auch die gemeinsame Linienführung der Linien 2 und 6 führt mit den Stationen Clemenceau und Delacroix durch Anderlechter Gemeindegebiet.
Im Süden der Gemeinde liegt der gleichnamige Bahnhof Anderlecht, welcher von den Linien S3 und S8 der S-Bahn Brüssel bedient wird.
Die Tramlinie 81 und zahlreiche Buslinien übernehmen die Feinerschließung der Gemeinde.
Durch Anderlecht verlaufen ebenfalls der Brüsseler Autobahnring (R0) und der Kanal Charleroi-Brüssel.

## Sport
Anderlecht ist die Heimstätte des erfolgreichsten belgischen Fußballvereins RSC Anderlecht. Spielort ist der Lotto-Park im Astridpark.

## Städtepartnerschaften
Anderlecht hat Städtepartnerschaften mit folgenden europäischen Städten geschlossen:
- Bezirk Neukölln von Berlin, Deutschland, seit dem 17. Juni 1955
- Hammersmith and Fulham, London, Vereinigtes Königreich, seit 1955
- Boulogne-Billancourt, Frankreich, seit 1955
- Zaandam, Niederlande, seit 1955
- Marino, Italien, seit 1976

Außerdem besteht seit 2000 ein Städtefreundschaftspakt mit Sainte-Maxime in Frankreich.

## Söhne und Töchter der Stadt
- Guido von Anderlecht († 1012), Schutzpatron Anderlechts
- Philippe Thys (1890–1971), Radrennfahrer und erster Dreifach-Sieger der Tour de France
- Ferdinand Adams (1903–1985), Fußballspieler und -trainer
- Germaine Schneider (1903–1945), belgisch-schweizerische Widerstandskämpferin
- Fernand Dineur (1904–1956), Comiczeichner
- Jean Claessens (1908–1978), Fußballspieler
- Constant Vanden Stock (1914–2008), Unternehmer, Fußballspieler und -funktionär
- Désiré Keteleer (1920–1970), Radrennfahrer
- Paul Lanneau (1925–2017), römisch-katholischer Geistlicher, Weihbischof in Mecheln
- Régine (1929–2022), französische Chanson-Sängerin, Schauspielerin und Nachtclub-Unternehmerin
- William Vance (1935–2018), Comiczeichner
- Tonia (* 1947), Sängerin
- Henri Seroka (* 1949), Komponist
- Filip Peeters (* 1962), Schauspieler
- Ivan Paduart (* 1966), Jazz-Pianist, Keyboarder und Komponist
- Marc Pollefeys (* 1971), Elektroingenieur, Informatiker und Hochschullehrer
- John M’Bumba (* 1983), französischer Boxer
- Gil Suray (* 1984), Radrennfahrer
- Abdelhamid Abaaoud (1987–2015), belgischer islamistischer Terrorist marokkanischer Herkunft
- Anthony Vanden Borre (* 1987), Fußballspieler
- Cédric Charlier (* 1987), Hockeyspieler
- Yannick Mertens (* 1987), Tennisspieler
- John-John Dohmen (* 1988), Hockeyspieler
- Virgile Vandeput (* 1994), belgisch-israelischer Skirennläufer
- Elisabeth von Belgien, Herzogin von Brabant (* 2001), ältestes Kind des belgischen Königs Philippe; Thronfolgerin